# Ludwig von Nolte
Johann Ludwig Nolte, seit 1836 von Nolte (* 4. Oktober 1795 in Plock; † 29. Oktober 1866 in Hermsdorf) war ein preußischer Generalleutnant.

## Leben

### Herkunft
Ludwig war ein Sohn des preußischen Kapitäns Johann Karl Ludwig Nolte (1758–1813) und dessen Ehefrau Charlotte Christinane, geborene Günther (* 1774). Sein Vater verstarb an seinen bei Bautzen erhaltenen Wunden.

### Militärkarriere
Nolte trat am 18. Februar 1813 als Musketier in das II. Reserve-Bataillon des 2. Westpreußischen Infanterie-Regiment der Preußischen Armee ein. Von dort kam er am 21. März 1813 als Sekondeleutnant in das 7. Reserve Infanterie-Regiment. Während der Befreiungskriege erwarb er in der Schlacht bei Großgörschen das Eiserne Kreuz II. Klasse. Er kämpfte bei Bautzen, Dresden und Kulm, wo er verwundet wurde. Im Feldzug von 1815 kämpfte er bei Wavre und Ligny, wo er eine Belobigung erhielt. Ferner befand er sich bei dem Gefecht bei Jeanvilliers.
Nach dem Krieg stieg Nolte bis Mitte Juni 1826 zum Kapitän und Kompaniechef auf. Am 12. Februar 1836 wurde er in den erblichen preußischen Adelstand erhoben. Am 30. September 1839 erfolgte die Beförderung zum Major und die Ernennung zum Kommandeur des II. Bataillon im 4. Landwehr-Regiment. Vom 31. März 1846 bis zum 1. Januar 1849 war Nolte im 25. Infanterie-Regiment tätig. Im Anschluss daran wurde er zum Kommandeur des 17. Infanterie-Regiments ernannt und Anfang Mai 1849 zum Oberstleutnant befördert. Im gleichen Jahr nahm Nolte während der Niederschlagung der Badischen Revolution am Gefecht bei Huttenheim teil.
Am 18. Januar 1851 avancierte er zum Oberst. Er kam am 25. April 1854 als Kommandeur in die 22. Infanterie-Brigade und wurde dort am 13. Juli 1854 zum Generalmajor befördert. Unter Verleihung des Charakters als Generalleutnant wurde Nolte am 5. Dezember 1857 mit Pension zur Disposition gestellt. Anlässlich der Krönung von König Wilhelm I. erhielt er am 18. Oktober 1861 den Roten Adlerorden II. Klasse mit Schwertern am Ring, bevor er am 29. Oktober 1866 in Hermsdorf starb.

### Familie
Nolte heiratete am 18. Mai 1836 in Jülich Clementine von Kesseler (1809–1874). Das Paar hatte zwei Töchter:
- Marie Luise Therese Huberta (1838–1893) ⚭ 1862 Hermann von Kalinowski (1823–1886), Generalmajor
- Anna (Nanny) (1844–1812) ⚭ Hans Joachim Ernst von Zieten (1839–1919)[2]